# 劇団四重奏
劇団四重奏（げきだんしじゅうそう）は日本の劇団。横澤丈二が主宰。

## 沿革
- 1990年（平成2年）、株式会社ヨコザワ・プロダクション設立、
- 1992年（平成4年）、ヨコザワ・アクターズ・スタジオを開設した横澤丈二が、劇団四重奏を旗揚げ。

## 所属者

### 俳優
- 大久保浩
- 斎藤希美
- 小野佳菜恵
- 弘田たかゆき
- 岸明日香
- 永田真理
- 浅野拓武
- 千葉麻央
- 小西塁
- 三浦徹也
- 今泉玲太
- 髙山マリ
- 山口美里
- 佐藤匠
- 石野真弓
- 星野絢香

### 過去所属していた俳優
- 山下征彦（現OB顧問）
- 川島麻有弥（現OB顧問）
- 木村拓海（現OB顧問）

## 主な公演
- 1992年（平成4年） - 『蝿の王』
- 1993年（平成5年） - 『蝿の王[1]』再演
- 1994年（平成6年） - 『クチュリエ』
- 1995年（平成7年） - 『逆さ屏風は恐ろしや[2]』
- 1996年（平成8年） - 『少年を売る店』平成8年度文化庁芸術祭　参加作品
- 1997年（平成9年） - 『エクソシスト』
- 1998年（平成10年） - 『短い尺度計の告白[3]』『逆さ屏風は恐ろしや[4]』再演
- 1999年（平成11年） - 『下を向くゼブラ[5]』『石の下の記録―短い尺度計の告白―[6]』
- 2000年（平成12年） - 『月光石‐ラインストーン‐[7]』
- 2001年（平成13年） - 『エクソシスト リハーサル[8][9]』
- 2002年（平成14年） - 『ダンディライオン[10]』
- 2003年（平成15年） - 『猿の手　NEEDFUL　CHANCES[11]』
- 2004年（平成16年） - 『美しき心のなかに』
- 2005年（平成17年） - 『ゴールデンムーン』
- 2006年（平成18年） - 『美しき心のなかに　～ディレクターズ・カット版～』『越前蟹が渡る頃[12]』三軒茶屋スパーク1演劇祭最優秀作品賞　受賞
- 2007年（平成19年） - 『不倫の晩餐会[13]』『越前蟹が渡る頃』再演
- 2008年（平成20年） - 『エクソシストリハーサルⅡ』
- 2013年（平成25年） - 『あたたかな手拍子が聞こえてくる山々…美唄[14][15]』『冬の美唄…それは悲哀を運ぶ月の舟』
- 2015年（平成27年） - 『美唄炭鉱物語シリーズ　横澤丈二　50's バースデーライブ』
- 2016年（平成28年） - 『「美唄炭鉱物語」シリーズ 2016音楽ライブ第二弾』

## 主な映画製作作品
ヨコザワ・プロダクションプロデュース、横澤丈二監督、劇団四重奏の名義で、映画製作を行っている（製作を行う際は名義が「劇団四重奏」から「劇団4重奏」となる）
以下、「美唄炭鉱物語シリーズ」
- 2013年（平成25年） - 『映画　美唄物語～不思議のヤマの男たち～[18]』
- 2014年（平成26年） - 『映画　美唄物語2～それは時空を越えるヤマ～』『映画　美唄物語3～哭き枯れたヤマ～』
- 2015年（平成27年） - 『映画　美唄物語4～恨（ハン）888～』『映画　美唄物語5～怒りの人民裁判～』
- 2016年（平成28年） - 『映画　美唄物語6～続・怒りの人民裁判～』 『映画　美唄物語7～我路　その愛～』
- 2017年（平成29年） - 『映画　美唄物語8～我路　その愛～』
- 2022年（令和4年）　- 『映画　炭鉱町ブルース（仮）』